# Cerneres
Cerneres va ser un veïnat de l'antic terme de Josa de Cadí, actualment al municipi de Josa i Tuixén, a l'Alt Urgell. Havia tingut una quinzena de cases i està deshabitat i abandonat. Durant la postguerra la Guàrdia Civil n'ordenà la destrucció de les últimes cases, ja que s'assabentà que s'hi amagaven alguns maquis.